# Orgel von São Salvador (Maia de Moreira)
Die Orgel in der Klosterkirche São Salvador in Moreira (bei Porto in Portugal) wurde 1701 von Arp Schnitger in Hamburg gebaut. Sie verfügt über 12 Register, die auf zwei Manuale verteilt sind. Bis auf die Prospektpfeifen sind alle Register im Originalzustand erhalten. In den Jahren 1999 bis 2001 wurde die ursprüngliche vorderspielige, zweimanualige Spielanlage wiederhergestellt.

## Baugeschichte

### Neubau durch Schnitger 1701
Im Jahr 1853 berichtet Schnitgers Biograf Siwert Meijer anhand der originalen Aufzeichnungen Schnitgers, dass Schnitger im Jahr 1701 zwei Orgeln mit je zwölf Registern nach Portugal exportierte: „Zwei neue Orgeln gemacht, jede mit 12 Registern, 2 Manualen und einem Balg. Diese beiden Werke wurden nach Portugal geliefert.“ Wahrscheinlich handelt es sich bei dem Instrument in Moreira um eines dieser Instrumente. Durch Inschriften ist aber Schnitger als Erbauer gesichert. So ist zu lesen: „An[no Domi] 1701 Den 9. Maij / Ist Di[ese Orgel ver]fertiget. Danach / Das In[strument?] durch die handt des / Herren H.H. Arp Schnitger / Orgel macher in Hamburg“.
Die Orgel ähnelt in der kompakten Bauweise Schnitgers Orgel von St. Laurentius in Dedesdorf. Vorderwerk und Hinterwerk sind auf einer Doppellade in einem einzigen Gehäuse untergebracht, das nur wenig breiter als das Untergehäuse ist, in dem sich die Spielanlage und die Balganlage befindet. Kleine Konsölchen vermitteln zwischen den beiden Gehäuseteilen. Der überhöhte, polygonale Mittelturm wird von zwei Spitztürmen flankiert, die von zwei Engelfiguren bekrönt werden. Zweigeschossige Flachfelder mit einer profilierten Kämpferleiste verbinden die Türme. Die unteren Pfeifenfelder sind mit stummen Pfeifen besetzt, nur in oberen Feldern sind die Pfeifen klingend. Das Schleierwerk, das die Pfeifenfelder oben und bei den Pfeifenfüßen verziert, und das bekrönende Schnitzwerk auf dem Gehäuse bestehen aus feinen, durchbrochenen Akanthusranken. Der untere und obere Gesimskranz sind reich profiliert, während die Profile auf den flachen Pfosten aufgenagelt sind. Die später ergänzte, vergoldete Bekrönung des Mittelturms, eine Krone mit Akanthus, fügt sich stilistisch nicht zu dem übrigen Schnitzwerk. Die farblich Fassung datiert aus dem 18. Jahrhundert, stammt wahrscheinlich aber nicht von Schnitger. Ungewöhnlich ist, dass die Orgel von Schnitger nahezu im Kammerton a1 = 440 Hz gestimmt wurde, während ansonsten ein halber Ton höher die Regel war. Möglicherweise geht die tiefe Stimmung auf den Auftraggeber zurück.

### Spätere Veränderungen
Die weitere Geschichte der Orgel ist bisher nicht durch Archivalien bekannt. Unklar ist, ob die Orgel direkt für die Klosterkirche in Moreira gebaut wurde oder später dorthin umgesetzt wurde. Als Anpassung an die portugiesische Gewohnheit wurde das zweimanualige Werk zu einem unbekannten Zeitpunkt in ein einmanualiges umgebaut. Die vorderspielige Anlage wurde in eine hinterspielige umgebaut, damit kein „ungeweihter“ Organist sichtbar war. Im 19. Jahrhundert wurden die schlichten Füllungen im Untergehäuse durch pompöses Schnitzwerk in portugiesischer Machart ersetzt.

### Restaurierung
Georg Jann lernte das Instrument 1986 kennen. Er vermutete Schnitger als Erbauer, was ein Gutachten von Uwe Droszella und Franz Thalhammer im Jahr 1992 bestätigte. Nach langen Verhandlungen und mit einer deutschen finanziellen Hilfe wurde 1998 ein Restaurierungsvertrag mit Jann geschlossen und im selben Jahr die Orgel abgebaut. Die äußerlich marode Orgel wurde von 1999 bis 2001 restauriert. Dies stellte offensichtlich die erste Restaurierung überhaupt dar. Das labiale Pfeifenwerk, das von Christoph Metzler restauriert wurde, war offensichtlich unberührt und wies keinerlei Kernstiche auf. Allerdings waren einige Pfeifenfüße von Mäusen, die sich zwischenzeitlich in der Orgel eingenistet hatten, zerfressen. Bei den Zungenstimmen war außer den Stimmkrücken und dem Zungenblech alles original erhalten.
Jann stelle die zweimanualige, vorderspielige Anlage wieder her und rekonstruierte den Principal 4′ im Prospekt, da die Schnitgerschen Zinnpfeifen völlig korrodiert waren. Die Prospektpfeifen bestanden zu 90 % aus Zinn, während bei den gut erhaltenen Innenpfeifen der Bleianteil überwog (40 % aus Zinn). Infolge des Umbaus war eine Vergrößerung der kleinen Empore erforderlich. Die Orgel erhielt neue Blindflügel, für die es keine Vorlage gab.  Das im 19. Jahrhundert ergänzte Schnitzwerk wurde entfernt und die originalen Teile wieder zusammengesetzt. Die erhaltene, aber umgebaute Klaviatur wurde nicht integriert, um einen weiteren Verlust der Originalsubstanz zu vermeiden. Stattdessen wurden neue zweimanualige Klaviaturen gefertigt. Das Pfeifenwerk und die alte Balganlage, die nun wieder von der Rückseite manuell bedienbar ist, wurden restauriert und die alte Fassung freigelegt, ohne dass eine Auffrischung vorgenommen wurde.

## Disposition seit 1701
| I Manual CDEFGA–c3 |       |     |
| Gedackt            | 8′    | S   |
| Blockflöte         | 4′    | S   |
| Quinte             | 3′    | S   |
| Octave             | 2′    | S   |
| Quinte             | 1 ⁄3′ | S   |
| Octave             | 1′    | S   |
| Sesquialtera III   |       | S   |
| Mixtur IV          |       | S/J |
| Dulcian            | 16′   | S/J |
| Trompete           | 8′    | S/J |

| II Manual CDEFGA–c3 |    |   |
| Principal           | 4′ | J |
| Holzflöte           | 8′ | S |

- Koppeln: Schiebekoppel II/I (J)

Anmerkungen
S = Schnitger (1701)
J = Jann (2001)

## Technische Daten
- 12 Register, 15 Pfeifenreihen.
- Windversorgung: Keilbalg (Schnitger/Jann)

  - Winddruck: 55,5 mmWS
- Windladen (Schnitger)
- Traktur:
  - Klaviaturen (Jann)
  - Tontraktur: Mechanisch
  - Registertraktur: Mechanisch
- Stimmung:
  - Ungleichstufige Stimmung (Schlick/Vogel)
  - Tonhöhe: a1 = 442 Hz